# Noel (entreprise)
Pour les articles homonymes, voir Noël (homonymie).
Noel S.A. est une entreprise agroalimentaire colombienne spécialisée dans la production de pâtisseries, en particulier des petits gâteaux. C’est une filiale du groupe Nutresa(en), qui fait partie de l’indice boursier colombien COLCAP.

## Histoire
L’entreprise a été fondée en 1924 sous le nom de Fábrica Nacional de Galletas y Confites.